# Scilla messeniaca
Scilla messeniaca är en sparrisväxtart som beskrevs av Pierre Edmond Boissier. Scilla messeniaca ingår i släktet blåstjärnesläktet, och familjen sparrisväxter. Inga underarter finns listade i Catalogue of Life.